# Édouard Giresse
Édouard Giresse est un homme politique français né le 30 octobre 1849 à Meilhan (Lot-et-Garonne), où il est mort le 28 mars 1914.

## Biographie
Agriculteur, il est maire de Meilhan et conseiller général du canton de Meilhan-sur-Garonne. Il est sénateur de Lot-et-Garonne, inscrit au groupe de l'Union républicaine, de 1900 à 1914.